# Siemens Charger
A Siemens Charger a Siemens Mobility által az észak-amerikai piacra tervezett és gyártott dízel-villamos/két üzemmódú személyszállító mozdonyok családja.
A Charger öt változata létezik, amelyek különböző üzemeltetőkre és szolgáltatási típusokra szabottak: ALC-42 az Amtrak távolsági járataihoz, ALC-42E kettős üzemmódú az Amtrak a Northeast Corridor- és távolsági járataihoz, SC-44 az Amtrak államilag támogatott távolsági járataihoz vagy elővárosi vasúttársaságokhoz, SCB-40 a Brightline távolsági járataihoz és SCV-42 a Via Rail kanadai távolsági járataihoz.
Az első sorozatgyártású Charger, az SC-44-es 2016. március 26-án mutatkozott be, és 2017. augusztus 24-én állt forgalomba. Ezt követte az SCB-40-es, amely 2018. január 13-án érkezett a Brightline-hoz. Az első ALC-42-est 2021. június 17-én adták át az Amtraknak, és 2022. február 8-án állt forgalomba az Empire Builderen.
A Charger-t gyakran párosítják a szintén Siemens által gyártott Siemens Venture személykocsikkal, egy szerelvény részeként.

## Tervezés
A Charger meghajtásáról egy Cummins 16 hengeres QSK95 négyütemű, nagy fordulatszámú dízelmotor gondoskodik, amely megfelel az Amerikai Egyesült Államok Környezetvédelmi Hivatalának 2015-ben életbe lépett, szigorúbb Tier 4 kibocsátási normáinak. Teljesítménye modellenként változik: az SCB-40 4000 lóerős (3000 kW), az SC-44 4400 lóerős (3300 kW), az SCV-42 és az ALC-42 pedig egyaránt 4200 lóerős (3100 kW). A maximális sebesség szolgálatban 125 mph (201 km/h).

## Üzemeltetők
| Tulajdonos                                    | Modell   | Darabszám | Jegyzetek                                              |
| --------------------------------------------- | -------- | --------- | ------------------------------------------------------ |
| Altamont Corridor Express                     | SC-44    | 4         |                                                        |
| Amtrak                                        | ALC-42   | 125       |                                                        |
| Amtrak                                        | ALC-42E  | 75        |                                                        |
| Amtrak Midwest                                | SC-44    | 33        |                                                        |
| Brightline                                    | SCB-40   | 21        |                                                        |
| California Department of Transportation       | SC-44    | 24        |                                                        |
| Coaster                                       | SC-44    | 9         |                                                        |
| Connecticut Department of Transportation      | SC-42DM  | 6         |                                                        |
| Exo                                           | EC42     | 10        |                                                        |
| MARC                                          | SC-44    | 8         |                                                        |
| Metro-North Railroad                          | SC-42DM  | 27        |                                                        |
| Ontario Northland                             | TBD      | 3         |                                                        |
| Trinity Railway Express                       | SC-44    | 5         |                                                        |
| Via Rail                                      | SCV-42   | 32        |                                                        |
| Washington State Department of Transportation | SC-44    | 10        | Kettőt rendeltek, amelyeket 2026-ig kell leszállítani. |
| Összesen                                      | Összesen | 392       |                                                        |

### Brightline

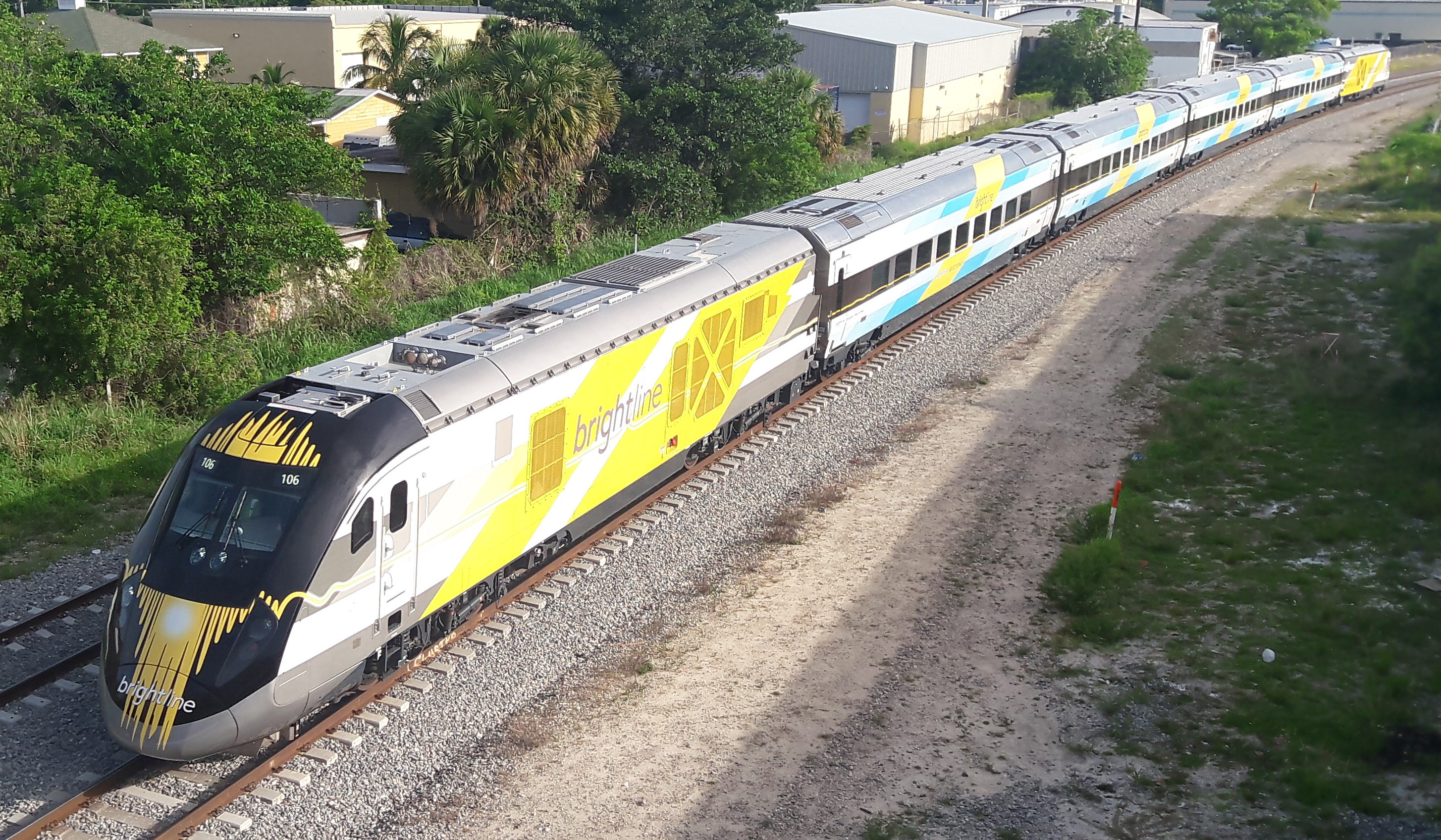
SCB-40 a Brightline számára

2014 szeptemberében a Brightline tíz SCB-40-es mozdonyt vásárolt, további tizenegyre szóló opcióval. A mozdonyokat párban használják, négy személykocsit fogva közre (ez maximum hétre bővíthető) a Brightline Miami-West Palm Beach járatán. Az SCB-40-esek áramvonalas orr-résszel rendelkeznek, amely az első csatolót egy levehető orrkúp mögé rejti. Az SC-44-esek 4400 lóerős (3300 kW) teljesítménye helyett maximum 4000 lóerős (3000 kW) teljesítményt adnak le. A Brightline később öt további szerelvényt és egy pótmozdonyt (összesen tizenegy mozdonyt) rendelt az Orlandóba történő meghosszabbításhoz, 2021 és 2023 szeptembere közötti szállítással. 2023. február 19-ig az összes szerelvényt és a pótmozdonyt leszállították a Brightline-nak. Ezek a mozdonyok akár 130 mérföld/órás sebességet is képesek elérni. 2023. február 19-ig az összes szerelvényt és a pótmozdonyt is leszállították a Brightline-nak.